# بخش انگکور چام
بخش انگکور چام (به لاتین: Angkor Chum District) یک منطقهٔ مسکونی در کامبوج است که در استان سیم ریپ واقع شده‌است.